# Abierto Internacional Varonil Club Casablanca 2004
L'Abierto Internacional Varonil Club Casablanca 2004 è stato un torneo di tennis facente parte della categoria ATP Challenger Series nell'ambito dell'ATP Challenger Series 2004. Il torneo si è giocato a Città del Messico in Messico dal 19 al 25 aprile 2004 su campi in cemento.

## Vincitori

### Singolare
Jeff Morrison ha battuto in finale  Lu Yen-hsun con il punteggio di 4–6, 7–6(3), 6–2

### Doppio
Nathan Healey /  Tuomas Ketola hanno battuto in finale  Lu Yen-hsun /  Danai Udomchoke con il punteggio di 7–5, 7–6(6)